# Karl Wilhelm Struve
Karl Wilhelm Struve (* 12. Februar 1917 in Elmshorn; † 26. Juni 1988 in Schleswig) war ein deutscher Vor- und Frühgeschichtler, der sich um die Erforschung der jungsteinzeitlichen und slawischen Vergangenheit Schleswig-Holsteins und insbesondere der von den Wagriern aus dem Stammesverband der Abodriten hinterlassenen Ringwälle in Ostholstein verdient gemacht hat.

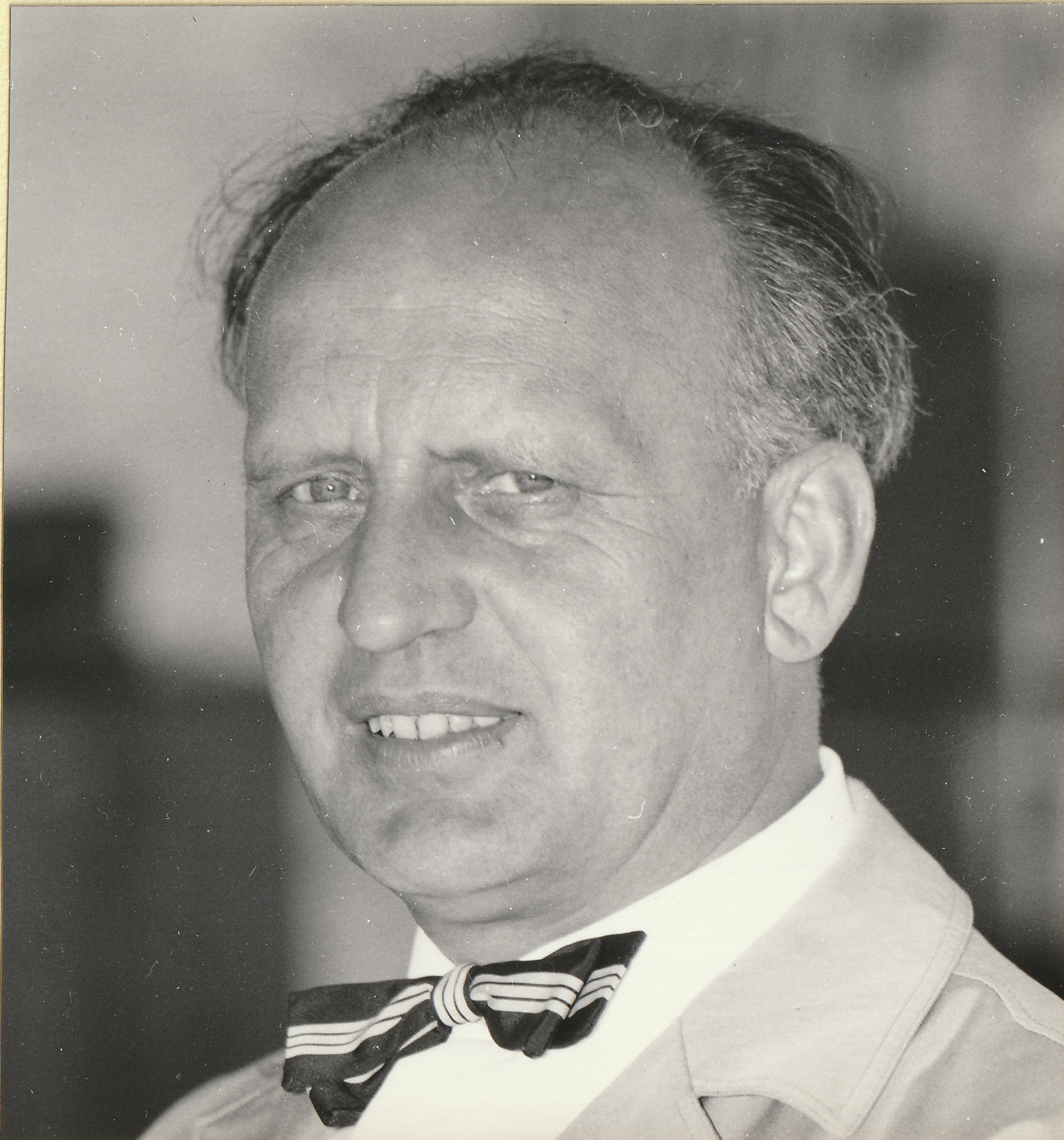
Karl Wilhelm Struve (1967)

## Leben
Karl Wilhelm Struve wuchs in Elmshorn auf, wo er auch Abitur machte. Nach Ableistung des Arbeitsdienstes studierte er acht Semester Ur- und Frühgeschichte, Volkskunde, Geologie und Kunstgeschichte in Hamburg, Kiel, Bonn und München. Von 1940 bis 1945 wurde er als Soldat der Wehrmacht, zuletzt als Oberleutnant, dreimal verwundet, von Mai 1945 bis September 1949 war er in sowjetischer Kriegsgefangenschaft. Hier soll er archäologische Ausgrabungen in Weliki Nowgorod geleitet haben.
Nach seiner Entlassung war er zwei Semester Gasthörer an der Universität Kiel und wurde mit einer Dissertation über "Die Einzelgrabkultur in Schleswig-Holstein und ihre kontinentalen Beziehungen" 1952 promoviert. Kustos am Schleswig-holsteinischen Landesmuseum für Vor- und Frühgeschichte in Schleswig seit 1957, wurde er 1975 dessen Direktor. Seit 1969 war er Leiter des Sonderforschungsbereichs 17 der Universität Kiel mit zwei Forschungsprojekten: Ausgrabung auf slawischen Burgwällen und Erstellung des Burgwallcorpus Schleswig-Holstein. 1979 wurde er Honorarprofessor an der Universität Kiel. 
Karl Wilhelm Struve war verheiratet und hatte zwei Töchter.

## Zitat
„In kaum einer anderen historischen Disziplin dürfte sich der Erkenntnisstand dank der vielen Ausgrabungen so schnell verändern wie in der Archäologie. Gerade das macht die Arbeit so reizvoll, und immer wieder ist es ein faszinierendes Erlebnis, wenn man Gegenstände im Boden findet, die vor 10.000 oder 1000 Jahren zum letzten Mal von menschlichen Wesen benutzt worden sind. Aber genau so erfüllt es die wissenschaftliche Neugier mit Befriedigung, wenn es einem von Zeit zu Zeit gelingt, neue Zusammenhänge zu erfassen, die andere bisher nicht gesehen haben. Für die Arbeit bot das Land Schleswig-Holstein die besten Voraussetzungen, nicht zuletzt durch ein immer stärker werdendes geschichtliches Verständnis.“

## Ehrungen
- Mitglied der Nordischen Altertumsgesellschaft in Kopenhagen seit 1955
- Ordentliches Mitglied des Deutschen Archäologischen Instituts seit 1975
- Mitglied des Verwaltungsrats des Römisch-Germanischen Zentralmuseums seit 1975
- Ernennung zum Honorarprofessor der Christian-Albrechts-Universität zu Kiel 1979
- In Oldenburg in Holstein ist der Professor-Struve-Weg nach ihm benannt, an dem das Oldenburger Wallmuseum liegt.

## Schriften (Auswahl)
- Der Trichterbecherfund von Neumünster. In: Offa 4, 1938, S. 83–94.
- Kugelamphoren aus Holstein. In: Offa 12, 1953, S. 1–13.
- Atlantis bei Helgoland? In: Die Umschau für Wissenschaft und Technik 54, 1954, S. 122 ff.
- Die Einzelgrabkultur in Schleswig-Holstein und ihre kontinentalen Beziehungen. Wachholtz, Neumünster 1955.
- Voruntersuchungen in der slawischen Burgwallanlage von Oldenburg in Holstein. In: Germania 33, 1955, S. 271.
- Die Kultur der Bronzezeit in Schleswig-Holstein. (= Schleswig-holsteinisches Landesmuseum für Vor- und Frühgeschichte in Schleswig, Wegweiser durch die Sammlung Heft 8) Wachholtz, Neumünster 1957, 2. Auflage 1962.
- Die slawischen Burgen in Wagrien. In: Offa 17/18 (1959/61), S. 57–108
- Zur Lokalisierung von Nezenna, einem bischöflichen Edelhofe aus ottonischer Zeit. In: Germania 42 (1964), S. 302.
- Moorleichenfunde von Dätgen. Kr. Rendsburg, und von Kühsen, Kr. Hzgt. Lauenburg. In: Germania 42 (1964), S. 300.
- Kritische Betrachtungen zur angeblichen "Kunst der Neanderthaler" aus Dithmarschen. In: Schleswig-Holstein 1, 1967, S. 4–8.
- Frühe slawische Burgwallkeramik aus Ostholstein. In: Zeitschrift für Archäologie 2, 1968, S. 57–74.
- Archäologische Ergebnisse zur Frage der Burgenorganisation bei Sachsen und Slawen. In: Blätter für deutsche Landesgeschichte 106, 1970, S. 47ff.
- Ausgrabungen auf der befestigten slawischen Inselsiedlung in Warder, Kreis Segeberg. In: Sonderforschungsbereich 17, Berichtsjahr 1979, S. 7ff.
- Die Bronzezeit. (= Geschichte Schleswig-Holsteins Bd. 2/1) Wachholtz, Neumünster 1971.
- Die slawischen Wehranlagen des Kreises Plön. In: Jahrbuch für Heimatkunde im Kreise Plön-Holstein 2, 1972, S. 49–76.
- Ein Schiffsfund der Wikingerzeit aus der unteren Treeneniederung. In: Die Heimat 79, 1972, S. 269f.
- Haithabu und die frühen Hafenplätze des Ostseeraumes. In: Olympiaausstellung Mensch und Meer, Hamburg-Oldenburg 1972, S. 38ff.
- Slawische Funde westlich des Limes Saxoniae. In: Offa 28, 1971 (1973), S. 161–180.
- Zum slawischen Ursprung Eutins. In: Die Heimat 80, 1973, S. 209–214.
- Neuere und ältere Funde von hölzernen Scheibenrädern aus einem Moor bei Alt-Bennebek, Kreis Schleswig. In: Offa 29, 1974.
- Ein anthropomorpher Menhir von Seedorf, Kreis Herzogtum Lauenburg. In: Archäologie in Schleswig-Holstein 2, 1974, S. 93–100.
- Die Burgen in Schleswig-Holstein. Wachholtz, Neumünster 1981.
- Zur Ethnogenese der Slawen, in: Michael Müller-Wille (Hrsg.): Starigard-Oldenburg. Ein slawischer Herrschersitz des frühen Mittelalters in Ostholstein. Wachholtz, Neumünster, 1991, S. 9–28.